# Feel 3
Feel 3 – to trzeci album polskiego zespołu muzycznego Feel, wydany 18 października 2011 roku przez wydawnictwo muzyczne EMI Music Poland. Album uzyskał status złotej płyty, przekraczając sprzedaż 15 tysięcy egzemplarzy.
Na płycie znalazło się 10 zupełnie premierowych piosenek oraz dwa dodatkowe utwory bonusowe: „Weekend” (soundtrack z filmu Weekend w reżyserii Cezarego Pazury) oraz przebój „Więcej jeśli się da” znany z serialu Rodzinka.pl.

## Lista utworów
Opracowano na podstawie materiału źródłowego.
1. „Cały ten świat”
2. „Zwycięstwa smak”
3. „Świat szybciej gna”
4. „Życie”
5. „Ta dziewczyna”
6. „Może tak, może nie”
7. „Jak nie to nie”
8. „Zostań ze mną”
9. „Jeśli pamiętasz”
10. „Weekend”
11. „Więcej jeśli się da” (Rodzinka.pl)
12. „Zwycięstwa smak” (bonus track)